# Танка Су Кордолино (Каљари)
Танка Су Кордолино је насеље у Италији у округу Каљари, региону Сардинија.
Према процени из 2011. у насељу је живело 11 становника. Насеље се налази на надморској висини од 15 м.